# 生月鯨太左衛門
生月 鯨太左衛門（いきつき〈いくづき、いけづき〉 げいたざえもん、文政10年3月21日〈1827年4月16日〉 - 嘉永3年5月24日〈1850年7月3日〉）は、肥前国松浦郡生月島（現在の長崎県平戸市生月町）出身で玉垣部屋に所属した江戸時代の力士。本名は墨谷 要作。身長が227センチメートル、体重が169キログラムあり、日本一の巨漢力士であった。平戸藩生月島は江戸時代中期より捕鯨で有名となり、文政年間には日本一の捕鯨量を誇っていた。四股名はその生地と体格にちなんでつけられた。最高位は西張出前頭（初土俵から引退まで）。
東京都江東区にある富岡八幡宮に、巨人力士碑、巨人力士手形足形碑があり、その大きさを実感することができる。ちなみに、手形は長さ25センチメートル、幅11センチメートルもある。

## 生涯
漁師（鯨猟師）であった多七とハル（要蔵とはる、とも）夫婦の間に産まれた。母親の夢に鯨が現れ、要作が産まれたなどの伝説が残るが、一般の新生児の倍ほどの大きさで生まれ、産婆を驚かせたともある。
幼少期の要作が漁師であった父親の船に乗ることを望んだが、その巨体を理由に乗船させてもらえなかったため、出漁の際、船に積んだ網を離さず、逆に船を陸へ引っ張り上げてしまったという話が伝わる。
巨漢の要作はしかし性根は優しく、乗船こそさせてもらえなかったが親の仕事の手伝いはよくし、船が港に戻ると、毎度一人で船を引き上げ、ひっくり返して水抜きをしていたとも伝わる。その他にも、八丁櫓の勢子船と砂浜の要作が綱引きをして彼が勝利した、14歳で鯨を仕留めて「鯨の要作」「鯨吉」と呼ばれた、など、彼の生地には多数の伝説的逸話が残り、真の出来事も誇張も後付の創作も含まれるであろうが、当時、および後世に、故郷で彼が愛されてきたことが窺い知れる。
平戸生月島に巨童あり、の話は全国に伝わり、各方面からの角界入りの誘いがあったが、当初両親は「我が子が見世物にされる」とこれを断っていた。のち大阪の小野川嘉平次（小野川部屋）の門に入り、18歳で初土俵、翌年1844年（天保15年）に江戸相撲の玉垣額之助（玉垣部屋）門下に入った。「生月鯨太左衛門」の名は、当時の平戸藩主から与えられた、とされている。
鯨太左衛門は江戸以降であり、大阪の頃は名を「生月鯨吉」だったとする史料もある。生月鯨太左衛門の人気は高く、一陽斎豊国ら著名な作家の手による錦絵も多数残されている。巨体から繰り出される技は豪快で、張り手と突っ張りに威力を発揮したとされているが、巨体お披露目的な興行が多く、番付に張り出されて以降の6年12場所間、ほとんど土俵入りのみの出場であった。「脊高き計肉少く。階子を押立たる如くにて」とする当時の記述もあり、縦方向への巨体であったらしい。なお、その巨体だけでなく、顔も人気であったらしい。江戸でも、芝仙波太郎に招かれた時に出された秋桃（鯨太左衛門が帰った後、力自慢が割ってみようとしたが、できなかったほど硬かった）を饅頭でも割る様にして割って食べたと、巨体と怪力を生かしたエピソードには事欠かなかった。
江戸では女遊びを覚えたようで、両国の水茶屋の評判娘に振られたので、腹いせに水茶屋の近くの見世物小屋に出ていた一寸玉之助という身長1メートル程度の女性を妻にしたエピソードも伝わっている。度が過ぎたのか、晩年の約5年間は瘡毒を罹っていた。
平戸藩主の松浦熈は鯨太左衛門を、松浦家の江戸での菩提寺である天祥寺の長屋の二階に住まわせていた。嘉永3年に鯨太左衛門が24歳で死去した際、遺体を運び出すのに、長屋の天井を切り開いて搬出したと伝わる。同寺に墓所が残る。戒名は「晴光院巨海生月居士」。越後での巡業に出立の際、脚気にて病死とする資料あり。また、梅毒（瘡毒）で死んだとする資料も残っている。死してもなお「地獄で鬼があきれる」（その体格に）という題の絵が発行された。

## 主な成績
- 幕内在位：12場所（1844年10月場所-1850年3月場所。但し実際に相撲を取ったのは1846年11月場所のみ）
- 幕内通算成績：3勝2敗115休 勝率.600（休場の大半は土俵入りのみの出場）
- 現役在位：12場所

### 場所別成績
| 1844年 | x                      | 西張出前頭 0–0–10 |
| 1845年 | 西張出前頭 0–0–10      | 西張出前頭 0–0–10 |
| 1846年 | 西張出前頭 0–0–10      | 西張出前頭 3–2–5  |
| 1847年 | 西張出前頭 0–0–10      | 西張出前頭 0–0–10 |
| 1848年 | 西張出前頭 0–0–10      | 西張出前頭 0–0–10 |
| 1849年 | 西張出前頭 0–0–10      | 西張出前頭 0–0–10 |
| 1850年 | 西張出前頭 引退 0–0–10 | x                 |
| 各欄の数字は、「勝ち-負け-休場」を示す。 優勝 引退 休場 十両 幕下 三賞：敢=敢闘賞、殊=殊勲賞、技=技能賞 その他：★=金星 番付階級：幕内 - 十両 - 幕下 - 三段目 - 序二段 - 序ノ口 幕内序列：横綱 - 大関 - 関脇 - 小結 - 前頭（「#数字」は各位内の序列） |                        |                   |

## 読本
- 『生月草紙』 - 生月鯨太左衛門を描いた伝記。烏亭（立川）焉馬（二世）著。歌川豊国（三代）〈歌川国貞（初代）〉画。弘化2年正月（1845年）、東都書肆より刊。三康文化研究所より『金剛生月艸紙（）』として翻刻されている[3]。